# Atelier de philosophie
Un atelier de philosophie ou atelier philosophique est un lieu d'éducation citoyenne et populaire à la philosophie, inspiré, en l'adaptant, du modèle du café philosophique créé au début des années 1990 par Marc Sautet. Alors que la philosophie n'attire plus autant qu'autrefois les lycéens ou les étudiants, les ateliers de philosophie se comptent par dizaines en France et sont, avec le succès médiatique de la philosophie, une des formes de nouvelles pratiques sociales de la philosophie, de la maternelle au public des universités du troisième âge, en passant par le monde de l'entreprise  ,,,,.

## Principes
L'atelier de philosophie, sans reproduire le cours magistral parfois professé en lycée ou à l'université, veut apporter à son public un minimum de formation philosophique pour enrichir la discussion entre participants, et éviter bavardages et lieux communs. Chez les adultes, une approche par les textes, éclairés par l'animateur, lui-même souvent professeur de philosophie, permet d'aider à la réflexion et à la résolution des problèmes rencontrés. 
Il fonctionne en petit groupe pour faciliter la circulation de la parole et éviter que les orateurs habitués ne la monopolisent aux dépens d'un grand nombre d'auditeurs passifs. 
L'atelier veut aussi se distinguer de l'idée générale du café philo qui décide du thème à discuter en début de séance et se clôt sans avoir vraiment exploré le problème, le rôle de l'animateur se bornant souvent à distribuer la parole.

## Historique
Dès 1995, l'Atelier philosophique de Perpignan, animé par des professeurs, travaille sur cette base, en décidant à la séance mensuelle précédente, du prochain thème, et en proposant en ouverture un texte écrit par l'un des animateurs.
Depuis 1997, l'Atelier de philosophie d'Hérouville-Saint-Clair près de Caen essaie de proposer à ses participants un travail suivi à partir des questions décidées en assemblée générale semestrielle. Des textes, choisis par les professeurs animateurs, sont donnés à lire avant chacune des trois séances mensuelles consacrées à chaque atelier.
La revue Diotime, revue internationale de didactique de la philosophie, publiée par le Centre régional de documentation pédagogique de Montpellier, rend compte depuis 1999 de ces diverses expériences. Par exemple les ateliers philosophiques en prison, ou encore les ateliers dits de discussion philosophique pour enfants.